# Andrena atrata
Andrena atrata is een vliesvleugelig insect uit de familie Andrenidae. De wetenschappelijke naam van de soort is voor het eerst geldig gepubliceerd in 1887 door Heinrich Friese.